# Luzula nodulosa
Luzula nodulosa är en tågväxtart som först beskrevs av Jean-Baptiste Bory de Saint-Vincent och Louis Athanase Anastase Chaubard, och fick sitt nu gällande namn av Ernst Meyer. Luzula nodulosa ingår i Frylesläktet som ingår i familjen tågväxter. Inga underarter finns listade i Catalogue of Life.